# Francisco Guterres
Francisco Guterres (cunoscut și ca Lu-Olo; n. 7 septembrie 1954, Ossu⁠(d), Viqueque⁠(d), Timorul de Est) este un politician timorez ce deține funcția de președinte al Timorului de Est din patea Fretilin.
1. ↑  Francisco Guterres, Brockhaus Enzyklopädie
2. ↑  Francisco Guterres, Munzinger Personen, accesat în 9 octombrie 2017